# William Habington
William Habington  (Worcestershire, 4 de novembro de 1605 - 30 de novembro de 1654) foi um poeta e historiador inglês.
Ele nasceu em Hindlip Hall, Worcestershire, e pertencia a uma conhecida família católica. Seu pai, Sir Thomas Habington, um erudito e colecionador de antiguidades, esteve envolvido na trama em favor de Maria Stuart, Rainha da Escócia. Seu tio, Sir Edward Habington, foi decapitado em 1586 sob a acusação de conspirar contra Elizabeth I juntamente com Sir Anthony Babington. À sua mãe, Mary Habington, foi atribuída a revelação da Conspiração da Pólvora.
William Habington teve sua formação em Paris e Saint-Omer. Segundo o historiador Anthony Wood, em Athenae, Habington teria voltado à Inglaterra "para escapar da insistência dos jesuítas para que se juntasse à ordem", mas sua única fonte é um comentário feito pelo ex-católico James Wadsworth em seu English Spanish Pilgrim .
Por volta de 1632, ele se casou com Lucy, segunda filha de Sir William Herbert, primeiro Barão de Powis. A ela o poeta dedicaria seu livro Castara, de poemas líricos, publicado anonimamente em 1634. Em 1635 apareceu uma segunda edição, ampliada de três textos em prosa, 14 novos poemas e oito elegias a seu amigo e parente, George Talbot, nono Conde de Shrewsbury. A terceira edição (1640) contém uma terceira parte, com o texto em prosa A holy man ("Um homem santo") e 22 poemas devocionais.
Habington também escreveu uma tragicomédia, The Queen of Arragon (1640), publicada sem o seu consentimento por seu parente, o Conde de Pembroke, mais tarde republicada no período da Restauração Inglesa; e ainda um volume com seis ensaios sobre eventos históricos contemporâneos, Observations upon History (1641) .